# Dmitri Petrovitch Maksoutov
Pour les articles homonymes, voir Dmitri Maksoutov.
Le Prince Dmitri Petrovitch Maksoutov (en russe : Дмитрий Петрович Максутов), né le 10 mai 1832 à Perm et mort le 21 mars 1889 à Saint-Pétersbourg, est un contre-amiral russe, dernier gouverneur de l'Amérique russe de 1864 à 1867.

## Famille
Fils du prince Piotr Ivanovitch Maksoutov et frère aîné de Pavel Petrovitch Maksoutov et d'Alexandre Petrovitch Maksoutov.
Son petit-fils Dmitri Dmitrievitch Maksoutov, opticien et astronome, fut l'inventeur du télescope Maksoutov (télescope de type Cassegrain) et de différents instruments optiques. 

## Biographie
Dmitri Petrovitch Maksoutov est né dans une famille noble de Russie. En 1840, il s'inscrivit à l'École militaire du corps des cadets de Saint-Pétersbourg (école militaire destinée aux fils d'aristocrates et d'officiers, elle préparait à une carrière militaire) et en 1847, le prince obtint son diplôme.

### Carrière militaire
En mars 1851, Dmitri Petrovitch Maksoutov fut promu lieutenant et affecté à la 46e division de l'Extrême-Orient russe (région Asie-Pacifique).
La guerre de Crimée déclarée (1853-1856), Dmitri Petrovitch Maksoutov fut transféré à Petropavlovsk-Kamtchatski en juin 1854. Le prince et ses deux frères, Pavel Petrovitch Maksoutov et Alexandre Petrovitch Maksoutov prirent également part à ce conflit. Le contre-amiral Pavel Petrovitch Maksoutov au cours de la bataille de Sinope servit à bord du bâtiment de guerre Paris appartenant à la Flotte de la mer Noire, alors que ses deux frères participèrent à la défense de la ville de Petropavlovsk. Au cours de ce siège (18 juin au 7 septembre 1854), Dmitri Petrovitch Maksoutov commanda la légendaire batterie de canons no 2, quant à son frère Alexandre Petrovitch Maksoutov, il commanda la batterie no 3. Après la bataille, les deux frères artilleurs se virent attribuer l'Ordre de Saint-Georges (quatrième degré).
En 1859, Dmitri Petrovitch Maksoutov se rendit en Alaska russe afin de travailler pour la Compagnie russe d'Amérique (agréée par Paul Ier de Russie en 1799). Au début de son séjour dans cette région, il fut l'adjoint du gouverneur Johann Hampus Furuhjelm. En mars 1864, il lui succéda à ce même poste. Après l'achat de l'Alaska par les États-Unis pour la somme de 7 200 000 dollars, le 30 mars 1867, le drapeau impérial de Russie fut abaissé et la bannière étoilée fut levée. Le 6 octobre 1867, Dmitri Petrovitch Maksoutov fut le dernier gouverneur de l'Alaska russe. Pendant une année le prince demeura en Alaska en qualité de consul pour la Russie, à Sitka il fut chargé de régler le problème de l'immigration des Russes. En 1869, il remit ses fonctions à Fiodor Koskul et retourna en Russie. Il travailla pour divers navires de commerce et, le 17 mai 1882, jour de sa démission, il fut promu au grade de contre-amiral.

### Décès et inhumation
Dmitri Petrovitch Maksoutov décéda à Saint-Pétersbourg le 21 mars 1889, il fut inhumé au cimetière de Novodievitchi à Saint-Pétersbourg.

## Distinctions
- 1856 Ordre de Saint-Georges (quatrième classe)

## Sources
- (en) Cet article est partiellement ou en totalité issu de l’article de Wikipédia en anglais intitulé « Dmitry Petrovich Maksutov » (voir la liste des auteurs).